# Svédország a 2020. évi nyári olimpiai játékokon
Svédország a japán Tokióban megrendezett 2020. évi nyári olimpiai játékok egyik részt vevő nemzete volt. Az országot 22 sportágban 136 sportoló képviselte, akik összesen 9 érmet szereztek.

## Érmesek
| Érem  | Versenyző                                                    | Sportág    | Versenyszám         |
| ----- | ------------------------------------------------------------ | ---------- | ------------------- |
| Arany | Daniel Ståhl                                                 | Atlétika   | Férfi diszkoszvetés |
| Arany | Armand Duplantis                                             | Atlétika   | Férfi rúdugrás      |
| Arany | Malin Baryard-Johnsson Henrik von Eckermann Peder Fredricson | Lovaglás   | Csapat díjugratás   |
| Ezüst | Simon Pettersson                                             | Atlétika   | Férfi diszkoszvetés |
| Ezüst | Sarah Sjöström                                               | Úszás      | Női 50 m gyors      |
| Ezüst | Josefin Olsson                                               | Vitorlázás | Női laser radial    |
| Ezüst | Fredrik Bergström Anton Dahlberg                             | Vitorlázás | Férfi 470           |
| Ezüst | Peder Fredricson                                             | Lovaglás   | Egyéni díjugratás   |
| Ezüst | Női labdarúgó-válogatott                                     | Labdarúgás | Női labdarúgótorna  |

## Asztalitenisz
Férfi
| Versenyző                                      | Versenyszám | 64-es főtábla | 48-as főtábla     | 32-es főtábla     | Nyolcaddöntő                 | Negyeddöntő       | Elődöntő | Döntő   | Helyezés |
| ---------------------------------------------- | ----------- | ------------- | ----------------- | ----------------- | ---------------------------- | ----------------- | -------- | ------- | -------- |
| Mattias Falck                                  | Egyes       |               |                   | Assar (EGY) · 3-4 | kiesett                      | kiesett           | kiesett  | kiesett | kiesett  |
| Anton Källberg                                 | Egyes       |               | Kumar (USA) · 4-0 | Lin (TPE) · 1-4   | kiesett                      | kiesett           | kiesett  | kiesett | kiesett  |
| Mattias Falck Anton Källberg Kristian Karlsson | Csapat      |               |                   |                   | Egyesült Államok (USA) · 3-1 | Japán (JPN) · 1-3 | kiesett  | kiesett | kiesett  |

Női
| Versenyző          | Versenyszám | 64-es főtábla         | 48-as főtábla | 32-es főtábla | Nyolcaddöntő | Negyeddöntő | Elődöntő | Döntő   | Helyezés |
| ------------------ | ----------- | --------------------- | ------------- | ------------- | ------------ | ----------- | -------- | ------- | -------- |
| Linda Bergström    | Egyes       | Mukherjee (IND) · 3-4 | kiesett       | kiesett       | kiesett      | kiesett     | kiesett  | kiesett | kiesett  |
| Christina Källberg | Egyes       | Shao (POR) · 3-4      | kiesett       | kiesett       | kiesett      | kiesett     | kiesett  | kiesett | kiesett  |

## Atlétika
Férfi
| Versenyző         | Versenyszám     | Előfutam | Előfutam | Elődöntő | Elődöntő | Döntő   | Döntő    |
| Versenyző         | Versenyszám     | Idő      | Hely.    | Idő      | Hely.    | Idő     | Helyezés |
| ----------------- | --------------- | -------- | -------- | -------- | -------- | ------- | -------- |
| Andreas Kramer    | 800 m           | 1:46.44  | 5        | kiesett  | kiesett  | kiesett | kiesett  |
| Kalle Berglund    | 1500 m          | 3:49.43  | 12       | kiesett  | kiesett  | kiesett | kiesett  |
| Erik Blomberg     | 3000 m akadály  | 8:39.57  | 13       |          |          | kiesett | kiesett  |
| Vidar Johansson   | 3000 m akadály  | 8:32.86  | 10       | kiesett  | kiesett  |         |          |
| Simon Sundström   | 3000 m akadály  | 8:29.84  | 11       | kiesett  | kiesett  |         |          |
| Perseus Karlström | 20 km gyaloglás |          |          |          |          | 1:22:29 | 9        |

| Versenyző        | Versenyszám   | Selejtező | Selejtező | Döntő    | Döntő    |
| Versenyző        | Versenyszám   | Eredmény  | Helyezés  | Eredmény | Helyezés |
| ---------------- | ------------- | --------- | --------- | -------- | -------- |
| Thobias Montler  | Távolugrás    | 8.01 m    | 8         | 8.08 m   | 7        |
| Armand Duplantis | Rúdugrás      | 5.75 m    | 3         | 6.02 m   | Arany    |
| Wictor Petersson | Súlylökés     | 19.73 m   | 28        | kiesett  | kiesett  |
| Simon Pettersson | Diszkoszvetés | 64.18 m   | 7         | 67.39 m  | Ezüst    |
| Daniel Ståhl     | Diszkoszvetés | 66.12 m   | 1         | 68.90 m  | Arany    |
| Kim Amb          | Gerelyhajítás | 82.40 m   | 12        | 79.69 m  | 11       |

Női
| Versenyző         | Versenyszám | Döntő         | Döntő         |
| Versenyző         | Versenyszám | Idő           | Helyezés      |
| ----------------- | ----------- | ------------- | ------------- |
| Meraf Bahta       | 10 000 m    | 32:10.49      | 18            |
| Sarah Lahti       | 10 000 m    | nem ért célba | nem ért célba |
| Carolina Wikström | Maraton     | 2:33:19       | 22            |

| Versenyző          | Versenyszám | Selejtező | Selejtező | Döntő    | Döntő    |
| Versenyző          | Versenyszám | Eredmény  | Helyezés  | Eredmény | Helyezés |
| ------------------ | ----------- | --------- | --------- | -------- | -------- |
| Khaddi Sagnia      | Távolugrás  | 6.76 m    | 7         | 6.67 m   | 9        |
| Erika Kinsey       | Magasugrás  | 1.93 m    | 15        | kiesett  | kiesett  |
| Maja Nilsson       | Magasugrás  | 1.95 m    | =11       | 1.84 m   | 13       |
| Angelica Bengtsson | Rúdugrás    | 4.55 m    | 12        | 4.50 m   | 13       |
| Michaela Meijer    | Rúdugrás    | 4.40 m    | 16        | kiesett  | kiesett  |
| Fanny Roos         | Súlylökés   | 19.01 m   | 4         | 18.91 m  | 7        |

## Birkózás
| Versenyző              | Versenyszám             | Nyolcaddöntő         | Negyeddöntő        | Elődöntő | Vigaszág              | Bronz- mérkőzés | Döntő   | Helyezés |
| ---------------------- | ----------------------- | -------------------- | ------------------ | -------- | --------------------- | --------------- | ------- | -------- |
| Sofia Mattsson         | Női 53 kg szabadfogás   | Vinesh (IND) · 1-7   | kiesett            | kiesett  | kiesett               | kiesett         | kiesett | kiesett  |
| Henna Johansson        | Női 62 kg szabadfogás   | Al-Amri (TUN) · 5-1  | Kavai (JPN) · 2-10 |          | Ovcsarova (ROC) · 7-8 | kiesett         | kiesett | 7        |
| Alex Bjurberg Kessidis | Férfi 77 kg kötöttfogás | Huseynov (AZE) · 1-1 | kiesett            | kiesett  | kiesett               | kiesett         | kiesett | kiesett  |

## Cselgáncs
| Versenyző     | Versenyszám      | Selejtező               | 32-es főtábla            | Nyolcaddöntő                  | Negyeddöntő | Elődöntő | Vigaszág | Bronz- mérkőzés | Döntő   | Helyezés |
| ------------- | ---------------- | ----------------------- | ------------------------ | ----------------------------- | ----------- | -------- | -------- | --------------- | ------- | -------- |
| Tommy Macias  | Férfi könnyűsúly |                         | Scvortov (UAE) · 10-01   | Gjakova (KOS) · 00-11         | kiesett     | kiesett  | kiesett  | kiesett         | kiesett | kiesett  |
| Robin Pacek   | Férfi váltósúly  | Thaoubani (COM) · 10-00 | Aprahamian (URU) · 10-00 | Casse (BEL) · 01-11           | kiesett     | kiesett  | kiesett  | kiesett         | kiesett | kiesett  |
| Marcus Nyman  | Férfi középsúly  |                         | Finesse (SEY) · 10-00    | Sherazadishvili (ESP) · 00-10 | kiesett     | kiesett  | kiesett  | kiesett         | kiesett | kiesett  |
| Anna Bernholm | Női középsúly    |                         | Landolsi (TUN) · 10-00   | Bellandi (ITA) · 01-11        | kiesett     | kiesett  | kiesett  | kiesett         | kiesett | kiesett  |

## Evezés
| Versenyző       | Versenyszám | Előfutam | Előfutam | Vigaszág | Vigaszág | Negyeddöntő | Negyeddöntő | Elődöntő | Elődöntő | Elődöntő | Döntő | Döntő   | Döntő | Helyezés |
| Versenyző       | Versenyszám | Idő      | Hely.    | Idő      | Hely.    | Idő         | Hely.       | Típus    | Idő      | Hely.    | Típus | Idő     | Hely. | Helyezés |
| --------------- | ----------- | -------- | -------- | -------- | -------- | ----------- | ----------- | -------- | -------- | -------- | ----- | ------- | ----- | -------- |
| Lovisa Claesson | Női egypár  | 7:58.41  | 3        |          |          | 8:16.99     | 4           | C/D      | 7:35.91  | 1        | C     | 7:41.07 | 2     | 14       |

## Golf
| Versenyző         | Versenyszám  | 1. forduló | 2. forduló | 3. forduló | 4. forduló | Összesen | Összesen | Összesen |
| Versenyző         | Versenyszám  | Pont       | Pont       | Pont       | Pont       | Pontszám | Par      | Helyezés |
| ----------------- | ------------ | ---------- | ---------- | ---------- | ---------- | -------- | -------- | -------- |
| Alex Norén        | Férfi egyéni | 67         | 67         | 72         | 67         | 273      | −11      | =16      |
| Henrik Norlander  | Férfi egyéni | 68         | 73         | 72         | 67         | 280      | −4       | =45      |
| Anna Nordqvist    | Női egyéni   | 72         | 69         | 68         | 70         | 279      | −5       | =23      |
| Madelene Sagström | Női egyéni   | 66         | 68         | 71         | 72         | 277      | −7       | =20      |

## Gördeszkázás
| Versenyző                | Versenyszám       | Selejtező | Selejtező | Döntő   | Döntő   | Helyezés |
| Versenyző                | Versenyszám       | Pont      | Hely.     | Pont    | Hely.   | Helyezés |
| ------------------------ | ----------------- | --------- | --------- | ------- | ------- | -------- |
| Oskar Rozenberg Hallberg | Férfi egyéni park | 56.66     | 17        | kiesett | kiesett | kiesett  |

## Íjászat
| Versenyző           | Versenyszám | Selejtező | Selejtező | 64-es főtábla          | 32-es főtábla | Nyolcaddöntő | Negyeddöntő | Elődöntő | Döntő   | Helyezés |
| Versenyző           | Versenyszám | Pont      | Kiemelés  | 64-es főtábla          | 32-es főtábla | Nyolcaddöntő | Negyeddöntő | Elődöntő | Döntő   | Helyezés |
| ------------------- | ----------- | --------- | --------- | ---------------------- | ------------- | ------------ | ----------- | -------- | ------- | -------- |
| Christine Bjerendal | Női egyéni  | 622       | 55        | Rebagliati (ITA) · 2-6 | kiesett       | kiesett      | kiesett     | kiesett  | kiesett | kiesett  |

## Kajak-kenu

### Szlalom
| Versenyző   | Versenyszám | Selejtező | Selejtező | Selejtező | Selejtező | Selejtező     | Selejtező     | Elődöntő | Elődöntő | Döntő  | Döntő    |
| Versenyző   | Versenyszám | 1. futam  | 1. futam  | 2. futam  | 2. futam  | Jobb eredmény | Jobb eredmény | Elődöntő | Elődöntő | Döntő  | Döntő    |
| Versenyző   | Versenyszám | Pont      | Hely.     | Pont      | Hely.     | Pont          | Hely.         | Pont     | Hely.    | Pont   | Helyezés |
| ----------- | ----------- | --------- | --------- | --------- | --------- | ------------- | ------------- | -------- | -------- | ------ | -------- |
| Erik Holmer | Férfi K-1   | 100.36    | 18        | 94.91     | 12        | 94.91         | 16            | 98.45    | 10       | 148.59 | 9        |

### Síkvízi
| Versenyző       | Versenyszám     | Előfutam | Előfutam | Negyeddöntő | Negyeddöntő | Elődöntő | Elődöntő | Döntő | Döntő    | Döntő    | Helyezés |
| Versenyző       | Versenyszám     | Idő      | Hely.    | Idő         | Hely.       | Idő      | Hely.    | Típus | Idő      | Helyezés | Helyezés |
| --------------- | --------------- | -------- | -------- | ----------- | ----------- | -------- | -------- | ----- | -------- | -------- | -------- |
| Petter Menning  | Férfi K-1 200 m | 34.698   | 1        |             |             | 35.149   | 3        | A     | 35.562   | 6        | 6        |
| Linnea Stensils | Női K-1 200 m   | 41.109   | 3        | 41.313      | 1           | 38.858   | =4       | A     | 39.287   | 5        | 5        |
| Linnea Stensils | Női K-1 500 m   | 1:48.144 | 1        |             |             | 1:51.902 | 1        | A     | 1:53.600 | 5        | 5        |

## Kerékpározás
| Versenyző      | Versenyszám      | Idő     | Helyezés |
| -------------- | ---------------- | ------- | -------- |
| Jenny Rissveds | Női terepverseny | 1:21:28 | 14       |

## Kézilabda
Férfi
Játékoskeret
| Svéd férfi kézilabdacsapat-játékoskeret | Svéd férfi kézilabdacsapat-játékoskeret                                                                               |
| --- | --- |
| - Jonathan Carlsbogård - Max Darj - Niclas Ekberg - Daniel Pettersson - Andreas Palicka - Hampus Wanne - Mikael Aggefors - Fredric Pettersson | - Felix Claar - Lucas Pellas - Albin Lagergren - Jim Gottfridsson - Oskar Sunnefeldt - Lukas Sandell - Anton Lindskog |

Eredmények
Csoportkör
B csoport
| Hely. | Csapat           | M | Gy | D | V | G+  | G–  | Gk  | P | Továbbjutás |
| ----- | ---------------- | - | -- | - | - | --- | --- | --- | - | ----------- |
| 1.    | Dánia (DEN)      | 5 | 4  | 0 | 1 | 174 | 139 | +35 | 8 | Negyeddöntő |
| 2.    | Egyiptom (EGY)   | 5 | 4  | 0 | 1 | 154 | 134 | +20 | 8 | Negyeddöntő |
| 3.    | Svédország (SWE) | 5 | 4  | 0 | 1 | 144 | 142 | +2  | 8 | Negyeddöntő |
| 4.    | Bahrein (BRN)    | 5 | 1  | 0 | 4 | 129 | 149 | −20 | 2 | Negyeddöntő |
| 5.    | Portugália (POR) | 5 | 1  | 0 | 4 | 143 | 156 | −13 | 2 |             |
| 6.    | Japán (JPN) (R)  | 5 | 1  | 0 | 4 | 146 | 170 | −24 | 2 |             |

1. 1 2 3  Dánia 2 pont, +2 gk; Egyiptom 2 pont, 0 gk, Svédország 2 pont, −2 gk
2. 1 2 3  Bahrein 2 pont, +1 gk; Portugália 2 pont, 0 gk, Japán 2 pont, −1 gk

| 2021. július 24. 14:15 (7:15) | Svédország (SWE) | 32–31       | Bahrein (BRN) | Jojogi Nemzeti Sportcsarnok, Tokió Játékvezetők: Brunner, Salah (SUI) |
| 2021. július 24. 14:15 (7:15) | Wanne 13         | (16–18)     | Habib 6       | Jojogi Nemzeti Sportcsarnok, Tokió Játékvezetők: Brunner, Salah (SUI) |
| 2021. július 24. 14:15 (7:15) | 3× 1×            | Jegyzőkönyv | 5× 1×         | Jojogi Nemzeti Sportcsarnok, Tokió Játékvezetők: Brunner, Salah (SUI) |

| 2021. július 26. 21:30 (14:30) | Japán (JPN) | 26–28       | Svédország (SWE) | Jojogi Nemzeti Sportcsarnok, Tokió Játékvezetők: Lah, Sok (SLO) |
| 2021. július 26. 21:30 (14:30) | Motoki 6    | (14–17)     | Wanne 8          | Jojogi Nemzeti Sportcsarnok, Tokió Játékvezetők: Lah, Sok (SLO) |
| 2021. július 26. 21:30 (14:30) | 4× 1×       | Jegyzőkönyv | 1× 1×            | Jojogi Nemzeti Sportcsarnok, Tokió Játékvezetők: Lah, Sok (SLO) |

| 2021. július 28. 11:00 (4:00) | Svédország (SWE) | 29–28       | Portugália (POR) | Jojogi Nemzeti Sportcsarnok, Tokió Játékvezetők: Raluy, Sabroso (ESP) |
| 2021. július 28. 11:00 (4:00) | Ekberg 9         | (14–14)     | három játékos 4  | Jojogi Nemzeti Sportcsarnok, Tokió Játékvezetők: Raluy, Sabroso (ESP) |
| 2021. július 28. 11:00 (4:00) | 2× 1×            | Jegyzőkönyv | 6× 1×            | Jojogi Nemzeti Sportcsarnok, Tokió Játékvezetők: Raluy, Sabroso (ESP) |

| 2021. július 30. 16:15 (9:15) | Svédország (SWE) | 22–27       | Egyiptom (EGY) | Jojogi Nemzeti Sportcsarnok, Tokió Játékvezetők: Bonaventura, Bonaventura (FRA) |
| 2021. július 30. 16:15 (9:15) | Pellas 7         | (9–13)      | Sanad 6        | Jojogi Nemzeti Sportcsarnok, Tokió Játékvezetők: Bonaventura, Bonaventura (FRA) |
| 2021. július 30. 16:15 (9:15) | 2× 2×            | Jegyzőkönyv | 2×             | Jojogi Nemzeti Sportcsarnok, Tokió Játékvezetők: Bonaventura, Bonaventura (FRA) |

| 2021. augusztus 1. 21:30 (14:30) | Dánia (DEN)         | 30–33       | Svédország (SWE)       | Jojogi Nemzeti Sportcsarnok, Tokió Játékvezetők: Schulze, Tönnies (GER) |
| 2021. augusztus 1. 21:30 (14:30) | Gidsel, J. Hansen 5 | (13–17)     | Carlsbogård, Sandell 6 | Jojogi Nemzeti Sportcsarnok, Tokió Játékvezetők: Schulze, Tönnies (GER) |
| 2021. augusztus 1. 21:30 (14:30) | 2× 3×               | Jegyzőkönyv | 6× 2×                  | Jojogi Nemzeti Sportcsarnok, Tokió Játékvezetők: Schulze, Tönnies (GER) |

Negyeddöntő
| 2021. augusztus 3. 13:15 (6:15) | Svédország (SWE) | 33–34       | Spanyolország (ESP) | Jojogi Nemzeti Sportcsarnok, Tokió Játékvezetők: Schulze, Tönnies (GER) |
| 2021. augusztus 3. 13:15 (6:15) | Wanne 10         | (20–18)     | Gómez 8             | Jojogi Nemzeti Sportcsarnok, Tokió Játékvezetők: Schulze, Tönnies (GER) |
| 2021. augusztus 3. 13:15 (6:15) | 4× 1×            | Jegyzőkönyv | 3× 2×               | Jojogi Nemzeti Sportcsarnok, Tokió Játékvezetők: Schulze, Tönnies (GER) |

Női
Játékoskeret
| Svéd női kézilabdacsapat-játékoskeret | Svéd női kézilabdacsapat-játékoskeret                                                                                     |
| --- | --- |
| - Johanna Bundsen - Carin Strömberg - Linn Blohm - Jamina Roberts - Melissa Petrén - Mathilda Lundström - Johanna Westberg - Jessica Ryde | - Nina Dano - Anna Lagerquist - Emma Lindqvist - Nathalie Hagman - Kristin Thorleifsdóttir - Elin Hansson - Jenny Carlson |

Eredmények
Csoportkör
B csoport
| Hely. | Csapat                                       | M | Gy | D | V | G+  | G–  | Gk  | P | Továbbjutás |
| ----- | -------------------------------------------- | - | -- | - | - | --- | --- | --- | - | ----------- |
| 1.    | Svédország (SWE)                             | 5 | 3  | 1 | 1 | 152 | 133 | +19 | 7 | Negyeddöntő |
| 2.    | Az Orosz Olimpiai Bizottság versenyzői (ROC) | 5 | 3  | 1 | 1 | 148 | 149 | −1  | 7 | Negyeddöntő |
| 3.    | Franciaország (FRA)                          | 5 | 2  | 1 | 2 | 139 | 135 | +4  | 5 | Negyeddöntő |
| 4.    | Magyarország (HUN)                           | 5 | 2  | 0 | 3 | 142 | 149 | −7  | 4 | Negyeddöntő |
| 5.    | Spanyolország (ESP)                          | 5 | 2  | 0 | 3 | 135 | 142 | −7  | 4 |             |
| 6.    | Brazília (BRA)                               | 5 | 1  | 1 | 3 | 133 | 141 | −8  | 3 |             |

1. 1 2  Svédország 36–24 Orosz Olimpiai Bizottság versenyzői
2. 1 2  Magyarország 29–25 Spanyolország

| 2021. július 25. 19:30 (12:30) | Spanyolország (ESP) | 24–31       | Svédország (SWE) | Jojogi Nemzeti Sportcsarnok, Tokió Játékvezetők: Koo, Lee (KOR) |
| 2021. július 25. 19:30 (12:30) | Pena 7              | (9–13)      | Hansson 6        | Jojogi Nemzeti Sportcsarnok, Tokió Játékvezetők: Koo, Lee (KOR) |
| 2021. július 25. 19:30 (12:30) | 3× 1×               | Jegyzőkönyv | 2×               | Jojogi Nemzeti Sportcsarnok, Tokió Játékvezetők: Koo, Lee (KOR) |

| 2021. július 27. 14:15 (7:15) | Svédország (SWE) | 36–24       | Az Orosz Olimpiai Bizottság versenyzői (ROC) | Jojogi Nemzeti Sportcsarnok, Tokió Játékvezetők: El-Saied, El-Saied (EGY) |
| 2021. július 27. 14:15 (7:15) | Strömberg 8      | (15–9)      | Vegyohina 5                                  | Jojogi Nemzeti Sportcsarnok, Tokió Játékvezetők: El-Saied, El-Saied (EGY) |
| 2021. július 27. 14:15 (7:15) | 1×               | Jegyzőkönyv | 4× 1×                                        | Jojogi Nemzeti Sportcsarnok, Tokió Játékvezetők: El-Saied, El-Saied (EGY) |

| 2021. július 29. 21:30 (14:30) | Svédország (SWE) | 28–28       | Franciaország (FRA) | Jojogi Nemzeti Sportcsarnok, Tokió Játékvezetők: Fonseca, Santos (POR) |
| 2021. július 29. 21:30 (14:30) | Strömberg 7      | (16–17)     | Foppa 6             | Jojogi Nemzeti Sportcsarnok, Tokió Játékvezetők: Fonseca, Santos (POR) |
| 2021. július 29. 21:30 (14:30) | 3× 1×            | Jegyzőkönyv | 4× 1×               | Jojogi Nemzeti Sportcsarnok, Tokió Játékvezetők: Fonseca, Santos (POR) |

| 2021. július 31. 16:15 (9:15) | Brazília (BRA) | 31–34       | Svédország (SWE)   | Jojogi Nemzeti Sportcsarnok, Tokió Játékvezetők: Koo, Lee (KOR) |
| 2021. július 31. 16:15 (9:15) | Nascimento 7   | (13–15)     | Roberts, Hansson 6 | Jojogi Nemzeti Sportcsarnok, Tokió Játékvezetők: Koo, Lee (KOR) |
| 2021. július 31. 16:15 (9:15) | 4× 1×          | Jegyzőkönyv | 5×                 | Jojogi Nemzeti Sportcsarnok, Tokió Játékvezetők: Koo, Lee (KOR) |

| 2021. augusztus 2. 16:15 (9:15) | Magyarország (HUN) | 26–23       | Svédország (SWE)  | Jojogi Nemzeti Sportcsarnok, Tokió Játékvezetők: García, Paolantoni (ARG) |
| 2021. augusztus 2. 16:15 (9:15) | öt játékos 4       | (15–15)     | Carlson, Hagman 5 | Jojogi Nemzeti Sportcsarnok, Tokió Játékvezetők: García, Paolantoni (ARG) |
| 2021. augusztus 2. 16:15 (9:15) | 1× 1×              | Jegyzőkönyv | 5×                | Jojogi Nemzeti Sportcsarnok, Tokió Játékvezetők: García, Paolantoni (ARG) |

Negyeddöntő
| 2021. augusztus 4. 17:00 (10:00) | Svédország (SWE) | 39–30       | Dél-Korea (KOR)                   | Jojogi Nemzeti Sportcsarnok, Tokió Játékvezetők: Alpaidze, Berezkina (RUS) |
| 2021. augusztus 4. 17:00 (10:00) | három játékos 6  | (21–13)     | Kang Gjongmin (Kang Gyeong-min) 8 | Jojogi Nemzeti Sportcsarnok, Tokió Játékvezetők: Alpaidze, Berezkina (RUS) |
| 2021. augusztus 4. 17:00 (10:00) | 3× 1×            | Jegyzőkönyv | 4×                                | Jojogi Nemzeti Sportcsarnok, Tokió Játékvezetők: Alpaidze, Berezkina (RUS) |

Elődöntő
| 2021. augusztus 6. 17:00 (10:00) | Franciaország (FRA) | 29–27       | Svédország (SWE)    | Jojogi Nemzeti Sportcsarnok, Tokió Játékvezetők: Lah, Sok (SLO) |
| 2021. augusztus 6. 17:00 (10:00) | Zaadi 7             | (15–14)     | Carlson, Westberg 5 | Jojogi Nemzeti Sportcsarnok, Tokió Játékvezetők: Lah, Sok (SLO) |
| 2021. augusztus 6. 17:00 (10:00) | 6× 1×               | Jegyzőkönyv | 4× 1×               | Jojogi Nemzeti Sportcsarnok, Tokió Játékvezetők: Lah, Sok (SLO) |

Bronzmérkőzés
| 2021. augusztus 8. 11:00 (4:00) | Norvégia (NOR)   | 36–19       | Svédország (SWE)    | Jojogi Nemzeti Sportcsarnok, Tokió Játékvezetők: Alpaidze, Berezkina (RUS) |
| 2021. augusztus 8. 11:00 (4:00) | Brattset, Mørk 8 | (19–7)      | Carlson, Westberg 4 | Jojogi Nemzeti Sportcsarnok, Tokió Játékvezetők: Alpaidze, Berezkina (RUS) |
| 2021. augusztus 8. 11:00 (4:00) | 3× 1×            | Jegyzőkönyv | 3×                  | Jojogi Nemzeti Sportcsarnok, Tokió Játékvezetők: Alpaidze, Berezkina (RUS) |

## Labdarúgás
Női
Játékoskeret
| Svéd női labdarúgócsapat-játékoskeret | Svéd női labdarúgócsapat-játékoskeret |
| --- | --- |
| - Hedvig Lindahl - Jonna Andersson - Emma Kullberg - Hanna Glas - Hanna Bennison - Magdalena Eriksson - Madelen Janogy - Lina Hurtig - Kosovare Asllani - Sofia Jakobsson - Stina Blackstenius | - Jennifer Falk - Amanda Ilestedt - Nathalie Björn - Olivia Schough - Filippa Angeldahl - Caroline Seger - Fridolina Rolfö - Anna Anvegård - Julia Roddar - Rebecka Blomqvist - Zećira Mušović |

Eredmények
Csoportkör
G csoport
| Hely. | Csapat                 | M | Gy | D | V | G+ | G– | Gk | P | Továbbjutás |
| ----- | ---------------------- | - | -- | - | - | -- | -- | -- | - | ----------- |
| 1.    | Svédország (SWE)       | 3 | 3  | 0 | 0 | 9  | 2  | +7 | 9 | Negyeddöntő |
| 2.    | Egyesült Államok (USA) | 3 | 1  | 1 | 1 | 6  | 4  | +2 | 4 | Negyeddöntő |
| 3.    | Ausztrália (AUS)       | 3 | 1  | 1 | 1 | 4  | 5  | −1 | 4 | Negyeddöntő |
| 4.    | Új-Zéland (NZL)        | 3 | 0  | 0 | 3 | 2  | 10 | −8 | 0 |             |

| 2021. július 21. 17:30 (10:30) |

| Svédország (SWE)                | 3–0               | Egyesült Államok (USA) |
| ------------------------------- | ----------------- | ---------------------- |
| Blackstenius 25' 54' Hurtig 72' | (1–0) Jegyzőkönyv |                        |

| Ajinomoto Stadion, Tokió Nézőszám: 0 Játékvezető: Jamasita Josimi (japán) |

| 2021. július 24. 17:30 (10:30) |

| Svédország (SWE)                          | 4–2               | Ausztrália (AUS) |
| ----------------------------------------- | ----------------- | ---------------- |
| Rolfö 20' 63' Hurtig 52' Blackstenius 82' | (1–1) Jegyzőkönyv | Kerr 36' 48'     |

| Saitama Stadium 2002, Szaitama Nézőszám: 0 Játékvezető: Edina Alves Batista (brazil) |

| 2021. július 27. 17:00 (10:00) |

| Új-Zéland (NZL) | 0–2               | Svédország (SWE)        |
| --------------- | ----------------- | ----------------------- |
|                 | (0–1) Jegyzőkönyv | Anvegård 17' Janogy 29' |

| Mijagi Stadion, Rifu Nézőszám: 884 Játékvezető: Laura Fortunato (argentin) |

Negyeddöntő
| 2021. július 30. 19:00 (12:00) |

| Svédország (SWE)                                    | 3–1               | Japán (JPN) |
| --------------------------------------------------- | ----------------- | ----------- |
| Eriksson 7' Blackstenius 53' Asllani 68' (11-esből) | (1–1) Jegyzőkönyv | Tanaka 23'  |

| Saitama Stadium 2002, Szaitama Nézőszám: 0 Játékvezető: Lucila Venegas (mexikói) |

Elődöntő
| 2021. augusztus 2. 20:00 (13:00) |

| Ausztrália (AUS) | 0–1               | Svédország (SWE) |
| ---------------- | ----------------- | ---------------- |
|                  | (0–0) Jegyzőkönyv | Rolfö 46'        |

| Nissan Stadion, Jokohama Nézőszám: 0 Játékvezető: Melissa Borjas (hondurasi) |

Döntő
| 2021. augusztus 6. 21:00 (14:00) |

| Svédország (SWE)                               | 1–1 (h. u.)                 | Kanada (CAN)                             |
| ---------------------------------------------- | --------------------------- | ---------------------------------------- |
| Blackstenius 34'                               | (1–0, 1–1, 1–1) Jegyzőkönyv | Fleming 68' (11-esből)                   |
| Büntetőpárbaj                                  |                             |                                          |
| Asllani Björn Schough Anvegård Seger Andersson | 2–3                         | Fleming Lawrence Gilles Leon Rose Grosso |

| Nissan Stadion, Jokohama Nézőszám: 0 Játékvezető: Anasztaszija Pusztovojtova (orosz) |

## Lovaglás
Díjlovaglás
| Versenyző                                      | Ló             | Versenyszám | Selejtező | Selejtező | Döntő   | Döntő   | Végeredmény | Végeredmény |
| Versenyző                                      | Ló             | Versenyszám | Pont      | Hely.     | Pont    | Hely.   | Pont        | Helyezés    |
| ---------------------------------------------- | -------------- | ----------- | --------- | --------- | ------- | ------- | ----------- | ----------- |
| Therese Nilshagen                              | Dante Weltino  | Egyéni      | 75.140    | 12        | 79.721  | 14      | 79.721      | 14          |
| Antonia Ramel                                  | Brother de Jeu | Egyéni      | 68.540    | 35        | kiesett | kiesett | kiesett     | kiesett     |
| Juliette Ramel                                 | Buriel         | Egyéni      | 73.369    | 15        | 81.182  | 9       | 81.182      | 9           |
| Therese Nilshagen Antonia Ramel Juliette Ramel |                | Csapat      | 6969.0    | 6         | 7210.0  | 6       | 7210.0      | 6           |

Díjugratás
| Versenyző                                                    | Ló          | Versenyszám | Selejtező | Selejtező | Döntő | Döntő | Szétugrás | Szétugrás | Szétugrás | Végeredmény |
| Versenyző                                                    | Ló          | Versenyszám | Bünt.     | Hely.     | Bünt. | Hely. | Bünt.     | Idő       | Hely      | Helyezés    |
| ------------------------------------------------------------ | ----------- | ----------- | --------- | --------- | ----- | ----- | --------- | --------- | --------- | ----------- |
| Malin Baryard-Johnsson                                       | Indiana     | Egyéni      | 0         | =1        | 0     | =1    | 0         | 40.76     | 5         | 5           |
| Henrik von Eckermann                                         | King Edward | Egyéni      | 0         | =1        | 0     | =1    | 0         | 39.71     | 4         | 4           |
| Peder Fredricson                                             | All In      | Egyéni      | 0         | =1        | 0     | =1    | 0         | 38.02     | 2         | Ezüst       |
| Malin Baryard-Johnsson Henrik von Eckermann Peder Fredricson |             | Csapat      | 0         | 1         | 0     | =1    | 0         | 122.90    | 1         | Arany       |

Lovastusa
| Versenyző                                                                | Ló          | Versenyszám | Díjlovaglás | Díjlovaglás | Tereplovaglás | Tereplovaglás | Tereplovaglás | Díjugratás | Díjugratás  | Díjugratás | Díjugratás | Végeredmény | Végeredmény |
| Versenyző                                                                | Ló          | Versenyszám | Díjlovaglás | Díjlovaglás | Tereplovaglás | Tereplovaglás | Tereplovaglás | Selejtező  | Selejtező   | Selejtező  | Döntő      | Végeredmény | Végeredmény |
| Versenyző                                                                | Ló          | Versenyszám | Bünt.       | Hely.       | Bünt.         | Bünt. össz.   | Hely.         | Bünt.      | Bünt. össz. | Hely.      | Bünt.      | Bünt.       | Helyezés    |
| ------------------------------------------------------------------------ | ----------- | ----------- | ----------- | ----------- | ------------- | ------------- | ------------- | ---------- | ----------- | ---------- | ---------- | ----------- | ----------- |
| Louise Romeike                                                           | Cato 60     | Egyéni      | 28.00       | =9          | feladta       | feladta       | feladta       | kiesett    | kiesett     | kiesett    | kiesett    | kiesett     | kiesett     |
| Ludwig Svennerstål                                                       | Balham Mist | Egyéni      | 35.00       | 40          | visszalépett  | visszalépett  | visszalépett  | kiesett    | kiesett     | kiesett    | kiesett    | kiesett     | kiesett     |
| Therese Viklund                                                          | Viscera     | Egyéni      | 28.10       | 11          | feladta       | feladta       | feladta       | kiesett    | kiesett     | kiesett    | kiesett    | kiesett     | kiesett     |
| Louise Romeike Ludwig Svennerstål Therese Viklund Sara Algotsson Ostholt |             | Csapat      | 91.10       | 5           | 600.00+20.00  | 711.10        | 14            | 33.20      | 744.30      | 14         | kiesett    | 744.30      | 14          |

## Műugrás
| Versenyző       | Versenyszám        | Selejtező | Selejtező | Elődöntő | Elődöntő | Döntő   | Döntő    |
| Versenyző       | Versenyszám        | Pont      | Helyezés  | Pont     | Helyezés | Pont    | Helyezés |
| --------------- | ------------------ | --------- | --------- | -------- | -------- | ------- | -------- |
| Emma Gullstrand | Női egyéni műugrás | 289.65    | 12        | 288.85   | 13       | kiesett | kiesett  |

## Ökölvívás
| Versenyző        | Versenyszám     | Selejtező         | Nyolcaddöntő | Negyeddöntő | Elődöntő | Döntő   | Helyezés |
| ---------------- | --------------- | ----------------- | ------------ | ----------- | -------- | ------- | -------- |
| Adam Chartoi     | Férfi középsúly | Verón (ARG) · 0-5 | kiesett      | kiesett     | kiesett  | kiesett | kiesett  |
| Agnes Alexiusson | Női könnyűsúly  | Vu (TPE) · 1-4    | kiesett      | kiesett     | kiesett  | kiesett | kiesett  |

## Sportlövészet
| Versenyző      | Versenyszám | Selejtező | Selejtező | Döntő   | Döntő    |
| Versenyző      | Versenyszám | Pont      | Helyezés  | Pont    | Helyezés |
| -------------- | ----------- | --------- | --------- | ------- | -------- |
| Stefan Nilsson | Férfi skeet | 119       | 23        | kiesett | kiesett  |

## Súlyemelés
| Versenyző         | Versenyszám | Szakítás | Szakítás | Lökés    | Lökés    | Összesen | Helyezés |
| Versenyző         | Versenyszám | Eredmény | Helyezés | Eredmény | Helyezés | Összesen | Helyezés |
| ----------------- | ----------- | -------- | -------- | -------- | -------- | -------- | -------- |
| Patricia Strenius | Női 76 kg   | 102 kg   | 7        | 133 kg   | 4        | 235 kg   | 4        |

## Tenisz
| Versenyző        | Versenyszám | 64-es főtábla          | 32-es főtábla            | Nyolcaddöntő | Negyeddöntő | Elődöntő | Bronz- mérkőzés | Döntő   | Helyezés |
| ---------------- | ----------- | ---------------------- | ------------------------ | ------------ | ----------- | -------- | --------------- | ------- | -------- |
| Rebecca Peterson | Női egyes   | Sherif (EGY) · 7-5;7-6 | Ribakina (KAZ) · 2-6;3-6 | kiesett      | kiesett     | kiesett  | kiesett         | kiesett | kiesett  |

## Tollaslabda
| Versenyző       | Versenyszám | Csoportkör                                          | Hely | Nyolcaddöntő | Negyeddöntő | Elődöntő | Bronz- mérkőzés | Döntő   | Helyezés |
| --------------- | ----------- | --------------------------------------------------- | ---- | ------------ | ----------- | -------- | --------------- | ------- | -------- |
| Felix Burestedt | Férfi egyes | Csou (TPE) · 12-21;11-21 · Yang (CAN) · 21-12;21-17 | 2    | kiesett      | kiesett     | kiesett  | kiesett         | kiesett | kiesett  |

## Torna
| Versenyző      | Versenyszám            | Selejtező | Selejtező | Döntő    | Döntő    |
| Versenyző      | Versenyszám            | Pontszám  | Helyezés  | Pontszám | Helyezés |
| -------------- | ---------------------- | --------- | --------- | -------- | -------- |
| David Rumbutis | Férfi egyéni összetett | 72.765    | 61        | kiesett  | kiesett  |
| Jonna Adlerteg | Női felemáskorlát      | 14.533    | 12        | kiesett  | kiesett  |

## Úszás
Férfi
| Versenyző        | Versenyszám  | Előfutam | Előfutam | Előfutam | Elődöntő | Elődöntő | Elődöntő | Döntő   | Döntő    |
| Versenyző        | Versenyszám  | Idő      | Hely.    | Össz.    | Idő      | Hely.    | Össz.    | Idő     | Helyezés |
| ---------------- | ------------ | -------- | -------- | -------- | -------- | -------- | -------- | ------- | -------- |
| Robin Hanson     | 100 m gyors  | 49.07    | 5        | 27       | kiesett  | kiesett  | kiesett  | kiesett | kiesett  |
| Robin Hanson     | 200 m gyors  | 1:47.02  | 7        | 23       | kiesett  | kiesett  | kiesett  | kiesett | kiesett  |
| Victor Johansson | 800 m gyors  | 7:49.14  | 1        | 10       |          |          |          | kiesett | kiesett  |
| Victor Johansson | 1500 m gyors | 15:05.53 | 6        | 18       | kiesett  | kiesett  |          |         |          |
| Erik Persson     | 200 m mell   | 2:08.76  | 3        | 6        | 2:08.76  | 4        | 8        | 2:08.88 | 8        |
| Björn Seeliger   | 50 m gyors   | 22.19    | 7        | 23       | kiesett  | kiesett  | kiesett  | kiesett | kiesett  |

Női
| Versenyző                                                                  | Versenyszám      | Előfutam | Előfutam | Előfutam | Elődöntő | Elődöntő | Elődöntő | Döntő   | Döntő    |
| Versenyző                                                                  | Versenyszám      | Idő      | Hely.    | Össz.    | Idő      | Hely.    | Össz.    | Idő     | Helyezés |
| -------------------------------------------------------------------------- | ---------------- | -------- | -------- | -------- | -------- | -------- | -------- | ------- | -------- |
| Michelle Coleman                                                           | 50 m gyors       | 24.84    | 7        | 20       | kiesett  | kiesett  | kiesett  | kiesett | kiesett  |
| Michelle Coleman                                                           | 100 m hát        | 1:00.54  | 8        | 21       | kiesett  | kiesett  | kiesett  | kiesett | kiesett  |
| Michelle Coleman                                                           | 100 m gyors      | 53.53    | 5        | 12       | 53.73    | 7        | 14       | kiesett | kiesett  |
| Sarah Sjöström                                                             | 100 m gyors      | 52.91    | 1        | 5        | 52.82    | 2        | 4        | 52.68   | 5        |
| Sarah Sjöström                                                             | 50 m gyors       | 24.26    | 1        | 4        | 24.13    | 2        | 3        | 24.07   | Ezüst    |
| Sarah Sjöström                                                             | 100 m pillangó   | 56.18    | 1        | 3        | 56.40    | 2        | 4        | 56.91   | 7        |
| Louise Hansson                                                             | 100 m pillangó   | 56.97    | 3        | 6        | 56.92    | 4        | 7        | 56.22   | 5        |
| Emelie Fast                                                                | 100 m mell       | 1:07.98  | 8        | 27       | kiesett  | kiesett  | kiesett  | kiesett | kiesett  |
| Sophie Hansson                                                             | 100 m mell       | 1:05.66  | 2        | 4        | 1:05.81  | 2        | 4        | 1:06.07 | 6        |
| Sophie Hansson                                                             | 200 m mell       | 2:23.82  | 4        | 12       | 2:24.28  | 4        | 10       | kiesett | kiesett  |
| Michelle Coleman Louise Hansson Sophie Hansson Sarah Sjöström Sara Junevik | 4 × 100 m gyors  | 3:35.93  | 4        | 8        |          |          |          | 3:34.69 | 6        |
| Michelle Coleman Louise Hansson Sophie Hansson Sarah Sjöström              | 4 × 100 m vegyes | 3:56.23  | 3        | 5        | 3:54.27  | 5        |          |         |          |

## Vitorlázás
Férfi
| Versenyző                        | Versenyszám | Futam | Futam | Futam | Futam | Futam | Futam | Futam | Futam | Futam | Futam | Futam   | Pontszám | Helyezés |
| Versenyző                        | Versenyszám | 1     | 2     | 3     | 4     | 5     | 6     | 7     | 8     | 9     | 10    | É       | Pontszám | Helyezés |
| -------------------------------- | ----------- | ----- | ----- | ----- | ----- | ----- | ----- | ----- | ----- | ----- | ----- | ------- | -------- | -------- |
| Jesper Stålheim                  | Laser       | 22    | 11    | 1     | 20    | 4     | 17    | 11    | 9     | 29    | 13    | kiesett | 108      | 14       |
| Max Salminen                     | Finn dingi  | 8     | 12    | 7     | 8     | 12    | 8     | 4     | 2     | 11    | 12    | 9       | 90       | 9        |
| Fredrik Bergström Anton Dahlberg | 470         | 1     | 15    | 8     | 5     | 6     | 11    | 1     | 5     | 3     | 1     | 4       | 43       | Ezüst    |

Női
| Versenyző                        | Versenyszám  | Futam | Futam | Futam | Futam | Futam | Futam | Futam | Futam | Futam | Futam | Futam   | Pontszám | Helyezés |
| Versenyző                        | Versenyszám  | 1     | 2     | 3     | 4     | 5     | 6     | 7     | 8     | 9     | 10    | É       | Pontszám | Helyezés |
| -------------------------------- | ------------ | ----- | ----- | ----- | ----- | ----- | ----- | ----- | ----- | ----- | ----- | ------- | -------- | -------- |
| Josefin Olsson                   | Laser radial | 34    | 15    | 8     | 4     | 1     | 6     | 4     | 9     | 22    | 10    | 1       | 81       | Ezüst    |
| Olivia Bergström Lovisa Karlsson | 470          | 19    | 10    | 10    | 16    | 7     | 9     | 18    | 14    | 11    | 18    | kiesett | 111      | 14       |

Vegyes
| Versenyző                   | Versenyszám | Futam | Futam | Futam | Futam | Futam | Futam | Futam | Futam | Futam | Futam | Futam | Futam | Futam   | Pontszám | Helyezés |
| Versenyző                   | Versenyszám | 1     | 2     | 3     | 4     | 5     | 6     | 7     | 8     | 9     | 10    | 11    | 12    | É       | Pontszám | Helyezés |
| --------------------------- | ----------- | ----- | ----- | ----- | ----- | ----- | ----- | ----- | ----- | ----- | ----- | ----- | ----- | ------- | -------- | -------- |
| Emil Järudd Cecilia Jonsson | Nacra 17    | 18    | 13    | 11    | 16    | 12    | 14    | 19†   | 16    | 3     | 10    | 16    | 16    | kiesett | 144      | 14       |